# 8074 Slade
8074 Slade è un asteroide della fascia principale. Scoperto nel 1984, presenta un'orbita caratterizzata da un semiasse maggiore pari a 2,7868393 UA e da un'eccentricità di 0,1486040, inclinata di 7,72748° rispetto all'eclittica.